# Saïd
Saïd és una pel·lícula espanyola del 1997 dirigida per Llorenç Soler amb un guió adaptat de la novel·la Les aventures de Saïd de Josep Lorman. Ha estat rodada en català.

## Argument
Saïd és un noi de vint anys que viu al Marroc i treballa com a forner. Convençut pel seu amic Hussein de que Espanya és la terra de les maravelles, decideix travessar l'estret de Gibraltar en una pastera. Després d'una llarga peripècia aconsegueix arribar a Barcelona. Allí descobreix els prejudicis racistes i xenòfobs i els problemes legals que li impedeixen viure de manera legal i el condemnen a la marginalitat, de la que intentarà sortir-ne amb l'ajut d'Anna, una jove estudiant de periodisme, i altres immigrants nord-africans.

## Repartiment
- Noufal Lhafi ... Saïd
- Núria Prims... Anna
- Marouane Mribti ... Hussein
- Mercedes Sampietro... Elena
- Samir El Quchiry ... Ahmet
- Choukri Gabteni ... Taib
- Javier Nart... Advocat
- Luis Iriondo ... President del Tribunal
- Agustín González... Inspector Vázquez
- Jordi Dauder... Pare d'Anna
- Cristina Brondo... Fátima

## Crítiques
| «                      | "Film honest i esquemàtic sobre la marginació social. Necessari, però a vegades peca d'un excessiu simplisme" | » |
| — M. Torreiro, El País | |   |

| «                           | "Dur drama de denúncia social sobre els immigrants. Malgrat la seva escassa acceptació comercial, un drama realista i creïble que mereix una nova revisió" | » |
| — Fernando Morales, El País | |   |

## Premis
Va guanyar la Palmera de Bronze a la XIX edició de la Mostra de València.